# 金育辉
金育辉（1966年1月—），男，汉族，吉林榆树人，中华人民共和国政治人物。吉林大学施工技术与管理专业毕业，研究生学历。现任吉林省政府党组成员。曾任吉林省人民政府副省长。

## 生平
1986年9月加入中国共产党。1988年7月参加工作。历任吉林建筑工程学院土木工程系辅导员、团总支书记；吉林省建设厅办公室、计划财务处副主任科员、副处长；吉林省建设厅建筑管理处处长、总经济师；临江市副市长（挂职）；临江市委副书记、副市长（挂职）；扶余县委书记、松原农业高新技术开发区党工委书记；松原市委常委、扶余县委书记；松原市委常委、前郭县委书记；辽源市委常委、常务副市长等职务。
2011年5月，任中共辽源市副书记、代市长（2011年12月当选市长） 。2013年，当选第十二届全国人民代表大会吉林地区代表。2015年4月，任中共通化市委书记。2017年3月，不再担任中共通化市委书记，任吉林省人民政府副省长。
2018年8月16日，中共中央政治局常务委员会召开会议，听取关于吉林长春长生公司问题疫苗案件调查及有关问责情况的汇报，会议同意对金育辉予以免职。后调任吉林省重大项目谋划推进工作领导小组组长。
2023年5月，再度任职吉林省政府党组成员。